# Кынну
Кы́нну (эст. Kõnnu) — деревня в волости Куусалу уезда Харьюмаа на севере Эстонии.

## География и описание
Расположена в 46 км к востоку от Таллина. Высота над уровнем моря — 57 метров.
Климат умеренный. Официальный язык — эстонский. Почтовый индекс — 74702.

## Население
По данным переписи населения 2021 года, в Кынну проживали 89 человек, из них 83 (94,3 %) — эстонцы.
Численность населения деревни Кынну по данным переписей населения:
| Год  | 1959 | 1970 | 1979  | 1989 | 2000  | 2011 | 2021 |
| ---- | ---- | ---- | ----- | ---- | ----- | ---- | ---- |
| Чел. | 100  | ↘ 77 | ↗ 118 | ↘ 86 | ↗ 100 | ↘ 89 | → 89 |

## История
В письменных источниках 1290 года упоминается Kundis, 1637 года — Kondo, 1699 года — Kondo (мыза). В XIII веке эти земли принадлежали монастырю цистерцианцев, затем (до 1637 года) здесь была образована скотоводческая мыза Кёндо (нем. Köndo, Кынну, эст. Kõnnu karjamõis); в конце XVII века она стала самостоятельной (мыза Кенда). В 1920-х годах, в результате земельной реформы на мызных землях образовалось поселение (эст. Kõnnu asund). В 1977 году это поселение получило официальный статус деревни. В 1977–2002 годах к Кынну были присоединены деревни Кимбалу (эст. Kimbalu) и Соосила (эст. Soosila).
В 1977–1997 годах частью деревни Кынну была деревня Муркси.